# Alkalmi lap
Az alkalmi lap meghatározott alkalomhoz kötött, egyszer, esetleg a kapcsolódó esemény időtartama során több számban megjelenő újság vagy lap, amely egy adott társadalmi, politikai, kulturális stb. esemény történéseiről ad számot, esetenként témájában ahhoz kapcsolódó publicisztikákat közöl. A magyar sajtótörténet nevezetes alkalmi lapjai közé tartozik a Kossuth Lajos szerkesztette Törvényhatósági Tudósítások, illetve az 1896-os millenniumi ünnepségek alatt megjelenő, Ős Budavára című programfüzet.

## Romániai magyar alkalmi lapok
Erdélyben 1918 és 1980 között az alkalmi lapok között találkozni diáklapokkal (Öreg kollégista, Székelyudvarhely, 1927, 1929), színházi lapokkal (Színház, Déva, 1922; Buziási színpad, Buziás, 1928), báli és farsangi lapokkal (Orvosi-Báli Híradó, Kolozsvár, 1924; Magyar diákbál, Kolozsvár, 1931, 1933; Így írunk mi, Nagyvárad, 1926). Az alkalmi lapoknak Kézdivásárhelyen az 1920-as és az 1930-as években valóságos divatja volt (Burung, 1921; Cseszle, 1922; Csiri-Csáré, 1923; Mejjpor, 1926; Glicsu, 1928; Dugó, 1933).
A szociáldemokraták által kiadott alkalmi lapok nemegyszer irodalmi és publicisztikai jelentőségre emelkedtek. Ilyen a Kolozsvárt (1922, 1923, 1924) és Szatmáron (1927) irodalmi tartalommal megjelenő Május 1 Emléklap, az emigráns írók részvételével szerkesztett Májusi Emléklap (Bukarest, 1923), az Aradon kiadott Gyári munkás és Pri-pre-pro (Proletár sajtóbarátok, 1930), Jócsák Kálmán 1929. decemberi revüje (A megváltás), a Berkovics Simon szerkesztette A proletár 1932 júniusában.
A második világháború után a Kolozsvári Munkás Egységfront 1945. május 1. címmel kiadta Bruder Ferenc, Jordáky Lajos, Lakatos István, Nagy István, Papp József és Veress Pál cikkeit Gy. Szabó Béla fametszeteivel.
A Romániai Magyar Szó mint alkalmi lap a Tribuna României 1976/6-os számának mellékleteként a külföldön élő magyar nemzetiségű román állampolgárok és hozzátartozóik tájékoztatására jelent meg.